# شهرستان براون (مینه‌سوتا)
شهرستان براون، مینه‌سوتا (به انگلیسی: Brown County, Minnesota) شهرستانی در ایالات متحده آمریکا است که در مینه‌سوتا واقع شده‌است.